# Marquesado de Campotéjar
El marquesado de Campotéjar es un título nobiliario español creado por Felipe IV de España el 1 de febrero de 1643 a favor de Pedro de Granada-Venegas Manrique de Mendoza, hijo del IV señor de Campotéjar. Son descendientes directos de la familia real nazarí que se convirtieron al cristianismo en el contexto de la Guerra de Granada. 
Su nombre se refiere al municipio de Campotéjar, en la provincia de Granada. 

## Señores de Campotéjar
- Pedro de Granada (m. 1504/1506), I señor de Campotéjar,[2] casado con Cetti Meriem Venegas.[3] Le sucedió su hijo:

- Alfonso de Granada Venegas (m. 1534), II señor de Campotéjar[2] En el mayorazgo que fundó en 1533, dispuso que los sucesores en dicho mayorazgo debían tomar ambos apellidos.[4]  Contrajo un primer matrimonio con Juana de Mendoza, hija de Francisco Hurtado de Mendoza, mayordomo de los Reyes Católicos, y sobrina del cardenal Pedro González de Mendoza. En segundas nupcias, se casó con María de Quesada, hija de los señores de Garcíez.[5] Le sucedió su hijo del primer matrimonio:

- Pedro de Granada Venegas Mendoza, III señor de Campotéjar, casado con María Rengifo Dávila.[6]  Una hija de este matrimonio, Catalina de Granada Venegas Rengifo, se casó con el comerciante genovés, afincado en Granada, Esteban Lomellini, y fueron los antepasados del IV marqués de Campotéjar.[7] Le sucedió su hijo:[8]

- Alonso de Granada Venegas Rengifo (m. 1611), IV señor de Campotéjar.[9] Se casó en primeras nupcias con María Manrique de Mendoza Ruiz de Alarcón[10], hija de Diego Ruiz de Alarcón, V señor de Buenache, y de María de Mendoza, señora de la Frontera, Valdecabras y Beamud,[11] y en segundas con María Ochoa de Castro.[12] Le sucedió en el señorío su hijo del primer matrimonio que fue el I marqués de Campotéjar.

## Marqueses de Campotéjar

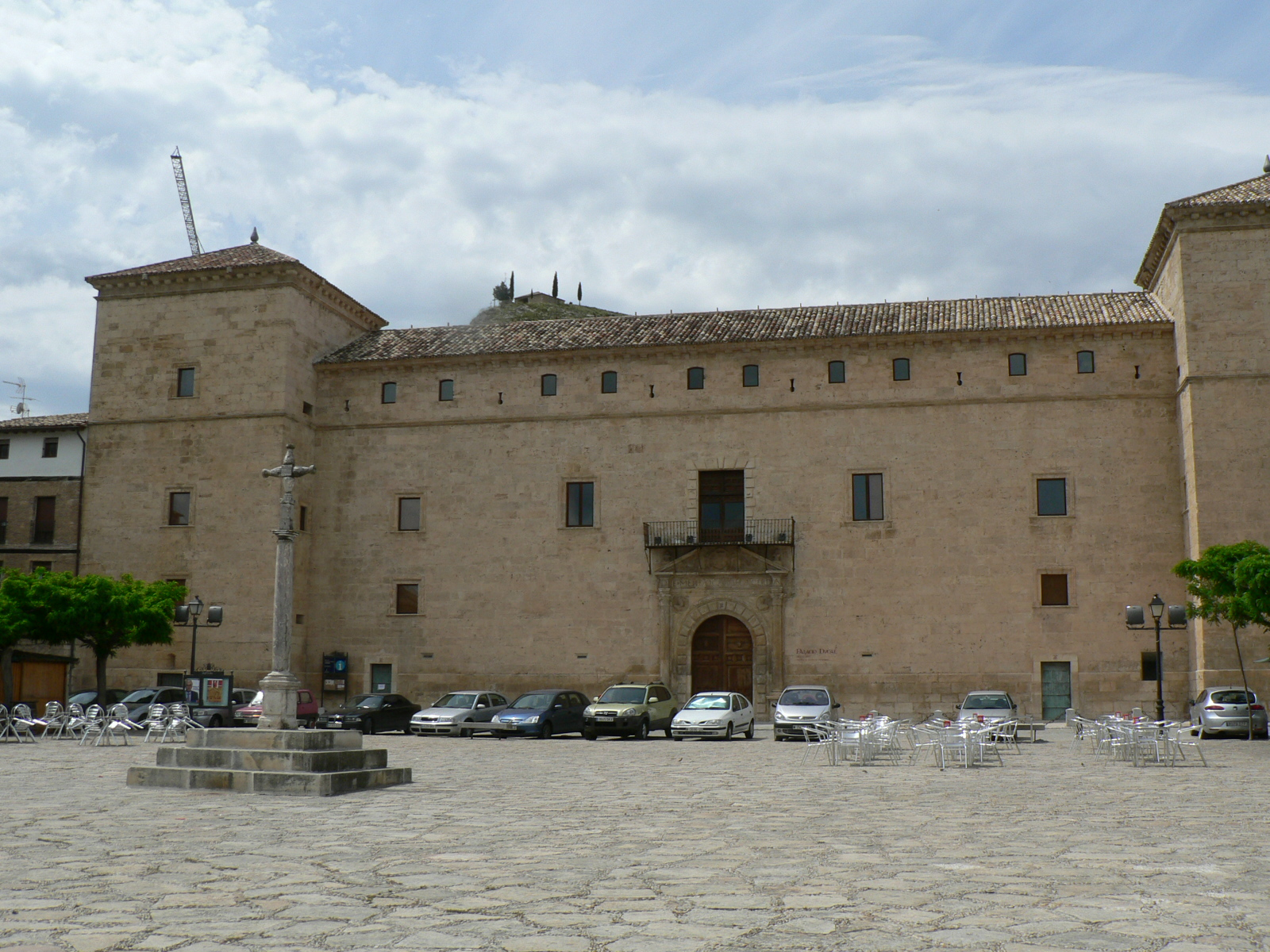
Palacio de los duques de Pastrana, en quienes recayó el marquesado de Campotéjar. Pastrana, (Guadalajara)

- Pedro de Granada-Venegas Manrique de Mendoza (Granada, 9 de noviembre de 1559- Madrid, 5 de febrero de 1643),[13] I marqués de Campotéjar,[14] hijo del IV señor de Campotéjar y de su primera esposa.[8] Fue alcalde de Salobreña en 1594 y de Almuñécar dos años después.[8] También fue corregidor de Ávila, mayordomo de la reina, gentilhombre de boca del rey, y caballero de la Orden de Alcántara.[15]  Solamente pudo disfrutar del título marquesal al fallecer pocos días después de su concesión.

Se casó en primeras nupcias el 4 de abril de 1588 con María Velasco Benavides, hija de Diego Vaca de Sotomayor y de su esposa María Pacheco Benavides, hermana del conde de Santisteban del Puerto, y en segundas, en 1605, con Leonor Rodríguez de Fonseca, hija de Alonso Rodríguez de Fonseca, señor del mayorazgo de El Cubo en Salamanca, y de Francisca de Leiva. No tuvo hijos de su primer matrimonio. Del segundo nacieron tres hijos, Francisco, Alonso y Diego de Granada Venegas, fallecidos muy joven. Antes de casar, tuvo un hijo, Bernardino de Granada, legitimado el 8 de noviembre de 1609. Le sucedió su medio hermano, hijo del segundo matrimonio de su padre.
- Fernando de Granada Venegas y Ochoa (m. Cuenca, 1649), II marqués de Campotéjar.[17] Fue chantre y canónigo en la catedral de Cuenca[18] y residió en Roma durante un largo tiempo como representante del cabildo. Tuvo una hija natural, María de Ochoa, monja en el convento de Santa Paula en Granada. Le sucedió su hermano.[19]

- Juan de Granada Venegas Ochoa (Madrid, 1589-1660), III marqués de Campotéjar[20] y caballero de la Orden de Santiago.[18]  A su muerte, se extinguió la línea primogénita de varonía.[4]

Se casó con su prima Gertrudis de Granada Venegas de la Cueva. Le sucedió después de un largo pleito de tenuta, su pariente, biznieto de Catalina de Granada Venegas Rengifo y de su esposo Esteban Lomellini.
- Pedro Lomellini Pavesi, IV marqués de Campotéjar desde 1661.[22]

- Pedro Lomellini Granada, V marqués de Campotéjar

- David Lomellini Granada, VI marqués de Campotéjar

- Juan Lomellini Granada, VII marqués de Campotéjar

- Helena de Granada Lomellini, VIII marquesa de Campotéjar

- María Margarida de Granada, IX marquesa de Campotéjar

- Pierfrancesco Grimaldi, X marqués de Campotéjar

- Ansaldo Grimaldi Granada, XI marqués de Campotéjar

- Juan Batista Grimaldi, XII marqués de Campotéjar

- Pedro Grimaldi Lomellini, XIII marqués de Campotéjar  en 1716.

- Giovanni Battista Grimaldi Lomellini, XIV marqués de Campotéjar

- Catalina Grimaldi, XV marquesa de Campotéjar

- Magdalena Grimaldi, XVI marquesa de Campotéjar

- Ignazio Pallavicini, XVII marqués de Campotéjar

- Maria Teresa Pallavicini, XVIII marquesa de Campotéjar

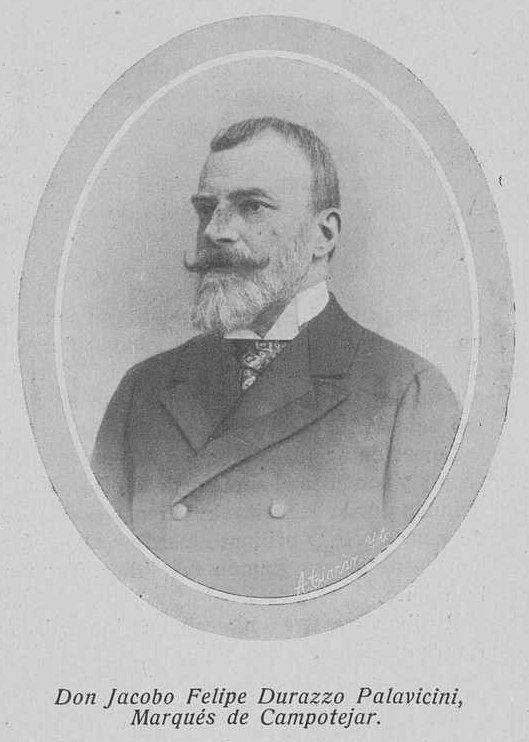
Jacobo Felipe Durazzo Palavicini, xix marqués de Campotéjar

- Giacomo Filipe Durazzo y Pallavicini (m. 1921), XIX marqués de Campotéjar y el último marqués italiano. Su viuda, Matilde Giustiniani y Giustiniani, llegó a un pacto judicial en octubre de 1921 con las autoridades españolas sobre la devolución del Generalife, archivos y obras de arte, aunque muchas aún se conservan en Italia.  En agradecimiento, el rey Alfonso XIII le concedió el título vitalicio, no hereditario, de marquesa de Generalife con Grandeza de España que se extinguió a su muerte. Sucedió en el marquesado una descendiente de la línea secundaria de los Granada Venegas:[23]

- Casilda de Bustos y Figueroa (m. 3 de julio de 2000), XX marquesa de Campotéjar,[24] XVI duquesa de Pastrana,[25] XI marquesa de Corvera,[26] V marquesa de las Almenas y XIV marquesa de Salinas del Río Pisuerga, hija de Rafael de Bustos y Ruiz de Arana, XV duque de Pastrana y XIV marqués de Salinas del Río Pisuerga, y de su esposa Casilda de Figueroa y Alonso-Martínez.[25]

Se casó el 27 de junio de 1929 con José Finat y Escrivá de Romaní, XVII conde de Mayalde, III conde de Finat, XV conde de Villaflor, XII marqués de Terranova, embajador de España y alcalde de Madrid. Le sucedió su hijo:
- José Finat y de Bustos, XXI marqués de Campotéjar,[27] XVII duque de Pastrana[25] y XII marqués de Corvera.[26]

Contrajo matrimonio el 17 de junio de 1957 con Aline Riva de Luna. Cedió el título a su hija:
- Casilda Ángela Finat y Riva, XXII marquesa de Campotéjar.[28]

Sucedió, por cesión, su hijo:
- Francisco de Paula López de Carrizosa y Finat, XXIII marqués de Campotéjar.[29]